# Clasificación para el Campeonato Asiático de Futsal 2020
La Clasificación para el Campeonato Asiático de Futsal 2020 fue el proceso de clasificación para definir a los 16 participantes en el Campeonato Asiático de Futsal 2020 a jugarse en Turkmenistán.

## Método de clasificación
Participaron 31 equipos divididos en 4 zonas geográficas, donde el Campeonato de la AFF de Futsal 2019 fue utilizado como la clasificación de la ASEAN, mientras que el resto de zonas de clasificación fueron Asia Central y Sur de Asia, Asia Oriental y Asia Occidental. Las plazas fueron distribuidas así:
- Anfitrión: 1 plaza
- Zona ASEAN Zone: 3 plazas
- Zona Sur y Centro: 4 plazas
- Zona Oriental: 3 plazas
- Zona Occidental: 5 plazas

## Participantes
Los participantes fueron ubicados según su zona geográfica:

### ASEAN
- Vietnam
- Tailandia
- Malasia
- Birmania
- Indonesia
- Timor Oriental
- Australia
- Camboya

### Centro y Sur
- Irán
- Uzbekistán
- Kirguistán
- Tayikistán
- Turkmenistán
- Afganistán
- Nepal

### Oriental
- Japón
- China Taipéi
- China
- Corea del Sur
- Hong Kong
- Macao
- Mongolia

### Occidental
- Irak
- Líbano
- Baréin
- Arabia Saudita
- Catar
- Emiratos Árabes Unidos
- Kuwait
- Omán
- Palestina

### No participaron
- Brunéi
- Laos
- Filipinas
- Singapur
- Guam
- Islas Marianas del Norte
- Corea del Norte
- Bangladés
- Bután
- India
- Maldivas
- Pakistán
- Sri Lanka
- Jordania
- Siria
- Yemen

## ASEAN
Los partidos se jugaron en Vietnam.

### Fase de grupos

#### Grupo A
| Pos. | Equipo         | Pts. | PJ | G | E | P | GF | GC | Dif. | Clasificación |
| ---- | -------------- | ---- | -- | - | - | - | -- | -- | ---- | ------------- |
| 1    | Tailandia      | 9    | 3  | 3 | 0 | 0 | 33 | 1  | +32  | Fase final    |
| 2    | Birmania       | 6    | 3  | 2 | 0 | 1 | 19 | 13 | +6   | Fase final    |
| 3    | Timor Oriental | 1    | 3  | 0 | 1 | 2 | 6  | 22 | −16  |               |
| 4    | Camboya        | 1    | 3  | 0 | 1 | 2 | 7  | 29 | −22  |               |

 Fuente: AFF AFC
| 21 de octubre de 2019 | Tailandia | 12–0    | Camboya | Phú Thọ Indoor Stadium, Ho Chi Minh City                    |                                                             |
|                       | - Ronnachai 12' 33' - Osamanmusa 13' 21' - Kritsada 30' 31' - Pornmongkol 33' 37' 40' - Jetsada 36' - Watchara 39' | Reporte |         | Asistencia: 120 espectadores Árbitro(s): Hawkar Salar Ahmed | Asistencia: 120 espectadores Árbitro(s): Hawkar Salar Ahmed |

| 21 de octubre de 2019 | Birmania | 6–1     | Timor Oriental | Phú Thọ Indoor Stadium, Ho Chi Minh City          |                                                   |
|                       | - Khin Zaw Lin 10' - Hlaing Min Tun 20' - Nyein Min Soe 33' 35' - Pyae Phyo Maung I 36' - Kaung Chit Thu 40' | Reporte | - Duarte 14'   | Asistencia: 82 espectadores Árbitro(s): Lee Po-fu | Asistencia: 82 espectadores Árbitro(s): Lee Po-fu |

| 22 de octubre de 2019 | Camboya                          | 3–13    | Birmania | Phú Thọ Indoor Stadium, Ho Chi Minh City                      |                                                               |
|                       | - Cheatuo 1' 29' - Sereyvong 30' | Reporte | - Nyein Min Soe 6' - Aung Zin Oo 8' 27' 28' - Ko Ko Lwin 13' 24' - Pyae Phyo Maung II 13' 14' - Hlaing Min Tun 21' 40' - Naing Ye Kyaw 26' - Wai Zin Oo 27' - Pyae Phyo Maung I 29' | Asistencia: 68 espectadores Árbitro(s): Abdulrahman Al-Doseri | Asistencia: 68 espectadores Árbitro(s): Abdulrahman Al-Doseri |

| 22 de octubre de 2019 | Timor Oriental | 1–12    | Tailandia | Phú Thọ Indoor Stadium, Ho Chi Minh City             |                                                      |
|                       | - Nunes 14'    | Reporte | - Suphawut 6' 18' (pen.) - E. Soares 6' (a.g.) - Ronnachai 8' 28' - Apiwat 8' - Jetsada 10' - Nattawut 17' - Osamanmusa 20' 30' 40' (pen.) - Watchara 22' | Asistencia: 100 espectadores Árbitro(s): Tsubasa Oya | Asistencia: 100 espectadores Árbitro(s): Tsubasa Oya |

| 23 de octubre de 2019 | Tailandia | 9–0     | Birmania | Phú Thọ Indoor Stadium, Ho Chi Minh City                |                                                         |
|                       | - Warut 16' 25' - Jirawat 21' - Suphawut 23' - Jetsada 27' - Kritsada 32' - Nattawut 34' - Pornmongkol 39' - Watchara 40' | Reporte |          | Asistencia: 112 espectadores Árbitro(s): Tamim Hussaini | Asistencia: 112 espectadores Árbitro(s): Tamim Hussaini |

| 23 de octubre de 2019 | Timor Oriental                               | 4–4     | Camboya                                                    | Phú Thọ Indoor Stadium, Ho Chi Minh City                    |                                                             |
|                       | - Moniz 9' 30' - Ximenes 19' - E. Soares 32' | Reporte | - Duarte 1' (a.g.) - Sirotha 2' - Sokly 7' - Sereyvong 22' | Asistencia: 145 espectadores Árbitro(s): Eisa Abdulhoussain | Asistencia: 145 espectadores Árbitro(s): Eisa Abdulhoussain |

#### Grupo B
| Pos. | Equipo      | Pts. | PJ | G | E | P | GF | GC | Dif. | Clasificación |
| ---- | ----------- | ---- | -- | - | - | - | -- | -- | ---- | ------------- |
| 1    | Indonesia   | 7    | 3  | 2 | 1 | 0 | 11 | 5  | +6   | Ronda final   |
| 2    | Vietnam (H) | 7    | 3  | 2 | 1 | 0 | 6  | 2  | +4   | Ronda final   |
| 3    | Australia   | 3    | 3  | 1 | 0 | 2 | 9  | 14 | −5   |               |
| 4    | Malasia     | 0    | 3  | 0 | 0 | 3 | 8  | 13 | −5   |               |

 Fuente: AFF AFC
| 21 de octubre de 2019 | Malasia                    | 2–3     | Indonesia                                      | Phú Thọ Indoor Stadium, Ho Chi Minh City                 |                                                          |
|                       | - Ridzwan 27' - Saiful 27' | Reporte | - Kustiawan 17' - Iqbal 17' - Syahidansyah 32' | Asistencia: 160 espectadores Árbitro(s): Fahad Al-Hosani | Asistencia: 160 espectadores Árbitro(s): Fahad Al-Hosani |

| 21 de octubre de 2019 | Vietnam                                      | 2–0     | Australia | Phú Thọ Indoor Stadium, Ho Chi Minh City                  |                                                           |
|                       | - Nguyễn Mạnh Dũng 28' - Nguyễn Minh Trí 37' | Reporte |           | Asistencia: 1,400 espectadores Árbitro(s): Takeshi Fujita | Asistencia: 1,400 espectadores Árbitro(s): Takeshi Fujita |

| 22 de octubre de 2019 | Indonesia | 0–0     | Vietnam | Phú Thọ Indoor Stadium, Ho Chi Minh City                          |                                                                   |
|                       |           | Reporte |         | Asistencia: 1,922 espectadores Árbitro(s): Ebrahim Mehrabi Afshar | Asistencia: 1,922 espectadores Árbitro(s): Ebrahim Mehrabi Afshar |

| 22 de octubre de 2019 | Australia                                                             | 6–4     | Malasia                                         | Phú Thọ Indoor Stadium, Ho Chi Minh City                 |                                                          |
|                       | - Lynch 1' 14' - W. Giovenali 3' - Cooper 6' - Niski 18' - Basger 38' | Reporte | - G. Giovenali 20' (a.g.) - Ridzwan 29' 34' 38' | Asistencia: 145 espectadores Árbitro(s): Khalil Balhawan | Asistencia: 145 espectadores Árbitro(s): Khalil Balhawan |

| 23 de octubre de 2019 | Indonesia                                                                             | 8–3     | Australia                      | Phú Thọ Indoor Stadium, Ho Chi Minh City                |                                                         |
|                       | - Ardiansyah N. 4' - Kustiawan 17' 22' - Subhan 25' 34' - Saptaji 33' - Iqbal 39' 40' | Reporte | - Basger 14' - Fogarty 29' 33' | Asistencia: 562 espectadores Árbitro(s): Timur Ramzanov | Asistencia: 562 espectadores Árbitro(s): Timur Ramzanov |

| 23 de octubre de 2019 | Vietnam                                                                            | 4–2 | Malasia |  |  |
|                       | - Nguyễn Thành Tín 6' - Vũ Đức Tùng 24' - Nguyễn Minh Trí 39' - Châu Đoàn Phát 40' |     |         |  |  |

### Fase final
|  | Semifinales           | Semifinales           |   |                       | Final                 | Final |  |
|  |                       |                       |   |                       |                       |       |  |
|  |                       |                       |   |                       |                       |       |  |
|  | 25 de octubre de 2019 |                       |   |                       |                       |       |  |
|  | Tailandia             | 2                     |   |                       |                       |       |  |
|  | Vietnam               | 0                     |   |                       |                       |       |  |
|  |                       |                       |   |                       |                       |       |  |
|  |                       |                       |   |                       | 27 de octubre de 2019 |       |  |
|  |                       |                       |   |                       | Tailandia             | 5     |  |
|  |                       | Indonesia             | 0 |                       |                       |       |  |
|  |                       |                       |   |                       |                       |       |  |
|  |                       |                       |   |                       |                       |       |  |
|  |                       |                       |   |                       | Tercer lugar          |       |  |
|  | 25 de octubre de 2019 | 25 de octubre de 2019 |   | 27 de octubre de 2019 | 27 de octubre de 2019 |       |  |
|  | Indonesia             | 4                     |   | Vietnam               | 7                     |       |  |
|  | Birmania              | 3                     |   |                       | Birmania              | 3     |  |

#### Semifinales
Los ganadores clasifican al Campeonato Asiático de Futsal 2020.
| 25 de octubre de 2019 | Tailandia                      | 2–0     | Vietnam | Phú Thọ Indoor Stadium, Ho Chi Minh City             |                                                      |
|                       | - Ronnachai 26' - Kritsada 26' | Reporte |         | Asistencia: 1,692 espectadores Árbitro(s): Lee Po-fu | Asistencia: 1,692 espectadores Árbitro(s): Lee Po-fu |

| 25 de octubre de 2019 | Indonesia                                               | 4–3     | Birmania                                                         | Phú Thọ Indoor Stadium, Ho Chi Minh City                |                                                         |
|                       | - Firman 17' - Kustiawan 28' - Subhan 32' - Wossiry 40' | Reporte | - Naing Ye Kyaw 23' - Nyein Min Soe 35' - Pyae Phyo Maung II 40' | Asistencia: 384 espectadores Árbitro(s): Takeshi Fujita | Asistencia: 384 espectadores Árbitro(s): Takeshi Fujita |

#### Tercer Lugar
El ganador clasifica al Campeonato Asiático de Futsal 2020.
| 27 de octubre de 2019 | Vietnam                                                                                               | 7–3     | Birmania                                  | Phú Thọ Indoor Stadium, Ho Chi Minh City                      |                                                               |
|                       | - Trần Thái Huy 6' - Nhận Gia Hưng 27' - Trần Văn Vũ 32' 38' - Phạm Đức Hòa 34' - Nguyễn Minh Trí 39' | Reporte | - Naing Ye Kyaw 9' 33' - Kyaw Soe Moe 16' | Asistencia: 1,655 espectadores Árbitro(s): Hawkar Salar Ahmed | Asistencia: 1,655 espectadores Árbitro(s): Hawkar Salar Ahmed |

#### Final
| 27 de octubre de 2019 | Tailandia                                                      | 5–0     | Indonesia | Phú Thọ Indoor Stadium, Ho Chi Minh City                        |                                                                 |
|                       | - Osamanmusa 10' - Suphawut 17' - Warut 24' - Kritsada 35' 40' | Reporte |           | Asistencia: 536 espectadores Árbitro(s): Ebrahim Mehrabi Afshar | Asistencia: 536 espectadores Árbitro(s): Ebrahim Mehrabi Afshar |

## Centro y Sur
Los partidos se jugaron en Irán. Los dos primeros lugares de cada grupo clasifican al Campeonato Asiático de Futsal 2020.

### Grupo A
| Pos. | Equipo     | Pts. | PJ | G | E | P | GF | GC | Dif. | Clasificación |
| ---- | ---------- | ---- | -- | - | - | - | -- | -- | ---- | ------------- |
| 1    | Uzbekistán | 9    | 3  | 3 | 0 | 0 | 19 | 6  | +13  | Clasificado   |
| 2    | Tayikistán | 6    | 3  | 2 | 0 | 1 | 14 | 11 | +3   | Clasificado   |
| 3    | Afganistán | 3    | 3  | 1 | 0 | 2 | 10 | 13 | −3   |               |
| 4    | Nepal      | 0    | 3  | 0 | 0 | 3 | 3  | 16 | −13  |               |

 Fuente: AFC
Criterios de clasificación: 
| 23 de octubre de 2019 | Tayikistán                                                       | 6–0     | Nepal | Ghadir Arena, Urmia                                   |                                                       |
|                       | - Hamidov 6' 24' - Sardorov 15' 24' - Kuziev 17' - Rakhmatov 21' | Reporte |       | Asistencia: 200 espectadores Árbitro(s): Helday Idang | Asistencia: 200 espectadores Árbitro(s): Helday Idang |

| 23 de octubre de 2019 | Uzbekistán                                                                              | 6–2     | Afganistán     | Ghadir Arena, Urmia                                           |                                                               |
|                       | - Adilov 4' - Kazemi 8' (a.g.) - Elibaev 10' - Khamroev 23' - Ropiev 35' - Nishonov 38' | Reporte | Kazemi 21' 36' | Asistencia: 523 espectadores Árbitro(s): Husain Ali Al-Bahhar | Asistencia: 523 espectadores Árbitro(s): Husain Ali Al-Bahhar |

| 24 de octubre de 2019 | Afganistán                 | 2–5     | Tayikistán                                                   | Ghadir Arena, Urmia                                      |                                                          |
|                       | - Mousavi 12' - Fayazi 15' | Reporte | - Rakhmatov 7' - Hamidov 24' - Salomov 27' - Halimov 30' 39' | Asistencia: 123 espectadores Árbitro(s): Yuttakon Maiket | Asistencia: 123 espectadores Árbitro(s): Yuttakon Maiket |

| 24 de octubre de 2019 | Nepal       | 1–4     | Uzbekistán                                   | Ghadir Arena, Urmia                                  |                                                      |
|                       | M. Lama 39' | Reporte | - Nishonov 3' 15' - Usmonov 13' - Adilov 21' | Asistencia: 343 espectadores Árbitro(s): Jo Young-ha | Asistencia: 343 espectadores Árbitro(s): Jo Young-ha |

| 25 de octubre de 2019 | Nepal                    | 2–6     | Afganistán                                                              | Ghadir Arena, Urmia                                      |                                                          |
|                       | - Hamid 6' - M. Lama 16' | Reporte | - Rezayi 2' - Mousavi 12' 40' - Kazemi 17' - Hashemi 27' - Mahmoodi 36' | Asistencia: 105 espectadores Árbitro(s): Wahyu Wicaksono | Asistencia: 105 espectadores Árbitro(s): Wahyu Wicaksono |

| 25 de octubre de 2019 | Uzbekistán                                                                                          | 9–3     | Tayikistán                        | Ghadir Arena, Urmia                                         |                                                             |
|                       | - Usmonov 8' 17' - Nishonov 15' - Rakhmatov 18' - Choriev 20' 26' 28' - Erkinov 25' - Shavkatov 29' | Reporte | - Khojaev 1' 4' - R. Sharipov 31' | Asistencia: 1,106 espectadores Árbitro(s): Trương Quốc Dũng | Asistencia: 1,106 espectadores Árbitro(s): Trương Quốc Dũng |

### Grupo B
| Pos. | Equipo       | Pts. | PJ | G | E | P | GF | GC | Dif. | Clasificación |
| ---- | ------------ | ---- | -- | - | - | - | -- | -- | ---- | ------------- |
| 1    | Irán (H)     | 6    | 2  | 2 | 0 | 0 | 12 | 3  | +9   | Clasificado   |
| 2    | Kirguistán   | 3    | 2  | 1 | 0 | 1 | 6  | 10 | −4   | Clasificado   |
| 3    | Turkmenistán | 0    | 2  | 0 | 0 | 2 | 2  | 7  | −5   | Clasificado   |

 Fuente: AFC
Criterios de clasificación: 
Notas:
1. ↑  Turkmenistán ya estaba clasificado como país organizador del Campeonato Asiático de Futsal 2020.

| 23 de octubre de 2019 | Turkmenistán | 0–4     | Irán                                                           | Ghadir Arena, Urmia                                      |                                                          |
|                       |              | Reporte | - Hassanzadeh 3' - Javid 18' - Sähedow 27' (a.g.) - Karimi 34' | Asistencia: 3,590 espectadores Árbitro(s): Mohamad Chami | Asistencia: 3,590 espectadores Árbitro(s): Mohamad Chami |

| 24 de octubre de 2019 | Kirguistán                         | 3–2     | Turkmenistán                           | Ghadir Arena, Urmia                   |                                       |
|                       | - Tursunov 28' 39' - Salimbaev 37' | Reporte | - Sähedow 17' (pen.) - Annagulyýew 22' | Árbitro(s): Osama Saeed Idrees Sedaif | Árbitro(s): Osama Saeed Idrees Sedaif |

| 25 de octubre de 2019 | Irán                                                                             | 8–3     | Kirguistán                                      | Ghadir Arena, Urmia                                     |                                                         |
|                       | - Ahmadi 2' - Hassanzadeh 7' - Karimi 10' 32' - Javid 13' 18' 39' - Nematian 15' | Reporte | - Makhmadaminov 6' - Alimov 11' - Abdyldaev 19' | Asistencia: 5,004 espectadores Árbitro(s): Kim Jong-hee | Asistencia: 5,004 espectadores Árbitro(s): Kim Jong-hee |

## Oriental
Los partidos se jugaron en China. Los ganadores de cada grupo clasifican al Campeonato Asiático de Futsal 2020.

### Grupo A
| Pos. | Equipo       | Pts. | PJ | G | E | P | GF | GC | Dif. | Clasificación |
| ---- | ------------ | ---- | -- | - | - | - | -- | -- | ---- | ------------- |
| 1    | China (H)    | 9    | 3  | 3 | 0 | 0 | 16 | 2  | +14  | Clasificado   |
| 2    | Mongolia     | 4    | 3  | 1 | 1 | 1 | 10 | 10 | 0    | Play-off      |
| 3    | China Taipéi | 4    | 3  | 1 | 1 | 1 | 10 | 13 | −3   |               |
| 4    | Hong Kong    | 0    | 3  | 0 | 0 | 3 | 4  | 15 | −11  |               |

 Fuente: AFC
Criterios de clasificación: 
| 22 de octubre de 2019 | China                               | 3–0     | Mongolia | Ordos Sports Centre, Ordos                                          |                                                                     |
|                       | - Xu Yang 29' 36' - Li Shunying 35' | Reporte |          | Asistencia: 1,000 espectadores Árbitro(s): Vahid Arzpeyma Mohammreh | Asistencia: 1,000 espectadores Árbitro(s): Vahid Arzpeyma Mohammreh |

| 22 de octubre de 2019 | China Taipéi                                                     | 4–1     | Hong Kong      | Ordos Sports Centre, Ordos                                    |                                                               |
|                       | - Chang Chien-ying 4' 31' - Huang Po-chun 11' - Chi Sheng-fa 19' | Reporte | Li Ka Chun 13' | Asistencia: 70 espectadores Árbitro(s): Benjapol Mucharoensap | Asistencia: 70 espectadores Árbitro(s): Benjapol Mucharoensap |

| 23 de octubre de 2019 | Hong Kong | 0–5     | China                                                                              | Ordos Sports Centre, Ordos                                  |                                                             |
|                       |           | Reporte | - Xu Yang 16' - Wang Jiahao 19' - Deng Tao 25' - Shen Siming 32' - Geng Deyang 36' | Asistencia: 1,400 espectadores Árbitro(s): Azat Hajypolatov | Asistencia: 1,400 espectadores Árbitro(s): Azat Hajypolatov |

| 23 de octubre de 2019 | Mongolia                                                       | 4–4     | China Taipéi                                                              | Ordos Sports Centre, Ordos                                  |                                                             |
|                       | - Yalalt 16' - Pagamsuren 33' - Tumurbaatar 33' - Battulga 40' | Reporte | - Huang Po-chun 11' - Tang Wei-tai 18' - Chi Sheng-fa 19' - Fu Li-wei 30' | Asistencia: 100 espectadores Árbitro(s): Pornnarong Grairod | Asistencia: 100 espectadores Árbitro(s): Pornnarong Grairod |

| 24 de octubre de 2019 | Mongolia                                                                                                   | 6–3     | Hong Kong                                                 | Ordos Sports Centre, Ordos                          |                                                     |
|                       | - Pagamsuren 12' - P. Erdenebat 14' 27' - Li Ka Chun 18' (a.g.) - Leung Chong Yip 27' (a.g.) - Mandakh 40' | Reporte | - Wong Chin Hung 21' - Liu Yik Shing 29' - Chow Ka Wa 40' | Asistencia: 100 espectadores Árbitro(s): Ali Hafizi | Asistencia: 100 espectadores Árbitro(s): Ali Hafizi |

| 24 de octubre de 2019 | China Taipéi                          | 2–8     | China | Ordos Sports Centre, Ordos                                  |                                                             |
|                       | - Chi Sheng-fa 28' - Chu Chia-wei 40' | Reporte | - Xu Yang 10' 16' 18' - Li Jianjia 12' - Chang Chien-ying 17' (a.g.) - Geng Deyang 18' - Wang Jiahao 21' - Chen Zhiheng 37' | Asistencia: 1,700 espectadores Árbitro(s): Anatoliy Rubakov | Asistencia: 1,700 espectadores Árbitro(s): Anatoliy Rubakov |

### Grupo B
| Pos. | Equipo        | Pts. | PJ | G | E | P | GF | GC | Dif. | Clasificación |
| ---- | ------------- | ---- | -- | - | - | - | -- | -- | ---- | ------------- |
| 1    | Japón         | 6    | 2  | 2 | 0 | 0 | 21 | 4  | +17  | Clasificado   |
| 2    | Corea del Sur | 3    | 2  | 1 | 0 | 1 | 8  | 5  | +3   | Play-off      |
| 3    | Macao         | 0    | 2  | 0 | 0 | 2 | 3  | 23 | −20  |               |

 Fuente: AFC
Criterios de clasificación: 
| 22 de octubre de 2019 | Macao                              | 2–17    | Japón | Ordos Sports Centre, Ordos                             |                                                        |
|                       | - Ho Wai Tong 7' - Fong Chi Wa 22' | Reporte | - Hoshi 2' 10' - Yoshikawa 3' 21' 35' - Murota 6' 15' 29' - Kato 6' 14' 26' - Morimura 7' - Ando 11' - Shimizu 14' - Nishitani 22' - Morioka 26' - Nibuya 36' | Asistencia: 100 espectadores Árbitro(s): Nurdin Bukuev | Asistencia: 100 espectadores Árbitro(s): Nurdin Bukuev |

| 23 de octubre de 2019 | Corea del Sur                                                                                               | 6–1     | Macao           | Ordos Sports Centre, Ordos                                    |                                                               |
|                       | - Kim Min-kuk 1' - Lee Min-yong 22' (pen.) 31' - Cho Byung-geol 34' - Park Jeong-jin 35' - Lee Doo-yong 38' | Reporte | Fong Chi Wa 11' | Asistencia: 100 espectadores Árbitro(s): Hasan Mousa Al-Gburi | Asistencia: 100 espectadores Árbitro(s): Hasan Mousa Al-Gburi |

| 24 de octubre de 2019 | Japón                                 | 4–2     | Corea del Sur                      | Ordos Sports Centre, Ordos                               |                                                          |
|                       | - Murota 7' - Kato 22' 26' 32' (pen.) | Reporte | Lee Min-yong 10' (pen.) 39' (pen.) | Asistencia: 200 espectadores Árbitro(s): Abdallah Ghaith | Asistencia: 200 espectadores Árbitro(s): Abdallah Ghaith |

### Playoff
El ganador clasifica al Campeonato Asiático de Futsal 2020.
| Equipo 1 | Resultado | Equipo 2      |
| -------- | --------- | ------------- |
| Mongolia | 0–5       | Corea del Sur |

| 26 de octubre de 2019 | Mongolia | 0–5     | Corea del Sur                                                                 | Ordos Sports Centre, Ordos                          |                                                     |
|                       |          | Reporte | - Kim Min-kuk 7' 26' - Park Han-ul 8' - Seo Won-geon 17' - Park Jeong-jin 27' | Asistencia: 400 espectadores Árbitro(s): Rey Ritaga | Asistencia: 400 espectadores Árbitro(s): Rey Ritaga |

## Occidental
Los partidos de jugaron en Baréin. Los dos primeros lugares de cada grupo clasifican al Campeonato Asiático de Futsal 2020.

### Grupo A
| Pos. | Equipo                 | Pts. | PJ | G | E | P | GF | GC | Dif. | Clasificación |
| ---- | ---------------------- | ---- | -- | - | - | - | -- | -- | ---- | ------------- |
| 1    | Kuwait                 | 9    | 4  | 3 | 0 | 1 | 15 | 5  | +10  | Clasificado   |
| 2    | Baréin (H)             | 7    | 4  | 2 | 1 | 1 | 10 | 6  | +4   | Clasificado   |
| 3    | Emiratos Árabes Unidos | 7    | 4  | 2 | 1 | 1 | 12 | 13 | −1   | Play-off      |
| 4    | Irak                   | 6    | 4  | 2 | 0 | 2 | 11 | 11 | 0    |               |
| 5    | Palestina              | 0    | 4  | 0 | 0 | 4 | 9  | 22 | −13  |               |

 Fuente: AFC
Criterios de clasificación: 
| 16 de octubre de 2019 | Kuwait                                                                                  | 7–1     | Palestina    | Khalifa Sports City Arena, Isa Town                           |                                                               |
|                       | - Al-Wadi 2' 5' 23' - Hamed 26' (a.g.) - Al-Khalifah 27' - Al-Alban 27' - Al-Tawail 33' | Reporte | Khwailed 26' | Asistencia: 200 espectadores Árbitro(s): Mahmoudreza Nasirloo | Asistencia: 200 espectadores Árbitro(s): Mahmoudreza Nasirloo |

| 16 de octubre de 2019 | Emiratos Árabes Unidos                               | 3–3     | Baréin                            | Khalifa Sports City Arena, Isa Town                      |                                                          |
|                       | - Al-Hosani 18' (pen.) - Jamil 31' - Al-Dhanhani 31' | Reporte | - Al-Sandi 8' 22' - Abdulnabi 25' | Asistencia: 100 espectadores Árbitro(s): Tomohiro Kozaki | Asistencia: 100 espectadores Árbitro(s): Tomohiro Kozaki |

| 17 de octubre de 2019 | Palestina                      | 3–6     | Irak                                              | Khalifa Sports City Arena, Isa Town                      |                                                          |
|                       | - Shawahna 4' 24' - Hamada 28' | Reporte | - Zeyad 11' - Khalid 22' 23' 37' - Riyadh 28' 31' | Asistencia: 20 espectadores Árbitro(s): Trương Quốc Dũng | Asistencia: 20 espectadores Árbitro(s): Trương Quốc Dũng |

| 17 de octubre de 2019 | Kuwait                                                     | 4–1     | Emiratos Árabes Unidos | Khalifa Sports City Arena, Isa Town                      |                                                          |
|                       | - Al-Wadi 3' - Al-Basam 17' - Al-Tawail 30' - Al-Farsi 35' | Reporte | T. Abdulla 16'         | Asistencia: 200 espectadores Árbitro(s): Yuttakon Maiket | Asistencia: 200 espectadores Árbitro(s): Yuttakon Maiket |

| 18 de octubre de 2019 | Irak       | 1–4     | Kuwait                                                             | Khalifa Sports City Arena, Isa Town                  |                                                      |
|                       | Methaq 27' | Reporte | - Al-Khalifah 11' - Al-Mosabehi 11' - Al-Farsi 28' - Al-Tawail 29' | Asistencia: 200 espectadores Árbitro(s): Andrew Best | Asistencia: 200 espectadores Árbitro(s): Andrew Best |

| 18 de octubre de 2019 | Baréin                                                    | 4–1     | Palestina    | Khalifa Sports City Arena, Isa Town                                 |                                                                     |
|                       | - Al-Sandi 12' - Ahmed 20' - Abdulnabi 33' - Al-Malki 33' | Reporte | Shawahna 15' | Asistencia: 200 espectadores Árbitro(s): Jargalsaikhan Rentsenkhand | Asistencia: 200 espectadores Árbitro(s): Jargalsaikhan Rentsenkhand |

| 19 de octubre de 2019 | Emiratos Árabes Unidos                   | 3–2     | Irak                     | Khalifa Sports City Arena, Isa Town                      |                                                          |
|                       | - Khalil 12' - Al-Hosani 20' - Jamil 33' | Reporte | - Khalid 3' - Faisal 15' | Asistencia: 50 espectadores Árbitro(s): Anatoliy Rubakov | Asistencia: 50 espectadores Árbitro(s): Anatoliy Rubakov |

| 19 de octubre de 2019 | Baréin                     | 2–0     | Kuwait | Khalifa Sports City Arena, Isa Town                       |                                                           |
|                       | - Abdulnabi 9' - Maula 35' | Reporte |        | Asistencia: 400 espectadores Árbitro(s): Azat Hajypolatov | Asistencia: 400 espectadores Árbitro(s): Azat Hajypolatov |

| 20 de octubre de 2019 | Palestina                                       | 4–5     | Emiratos Árabes Unidos                                                | Khalifa Sports City Arena, Isa Town                      |                                                          |
|                       | - Mohammed 17' - Shawahna 19' - Salloum 20' 34' | Reporte | - Juma 11' - Al-Katheeri 21' - M. Obaid 32' - Hussain 38' - Jamil 39' | Asistencia: 40 espectadores Árbitro(s): Trương Quốc Dũng | Asistencia: 40 espectadores Árbitro(s): Trương Quốc Dũng |

| 20 de octubre de 2019 | Irak                      | 2–1     | Baréin      | Khalifa Sports City Arena, Isa Town                                 |                                                                     |
|                       | - Khalid 13' - Methaq 37' | Reporte | Al-Naar 18' | Asistencia: 200 espectadores Árbitro(s): Jargalsaikhan Rentsenkhand | Asistencia: 200 espectadores Árbitro(s): Jargalsaikhan Rentsenkhand |

### Grupo B
| Pos. | Equipo         | Pts. | PJ | G | E | P | GF | GC | Dif. | Clasificación |
| ---- | -------------- | ---- | -- | - | - | - | -- | -- | ---- | ------------- |
| 1    | Líbano         | 9    | 3  | 3 | 0 | 0 | 20 | 4  | +16  | Clasificado   |
| 2    | Arabia Saudita | 4    | 3  | 1 | 1 | 1 | 10 | 8  | +2   | Clasificado   |
| 3    | Omán           | 4    | 3  | 1 | 1 | 1 | 9  | 14 | −5   | Play-off      |
| 4    | Catar          | 0    | 3  | 0 | 0 | 3 | 3  | 16 | −13  |               |

 Fuente: AFC
Criterios de clasificación: 
| 16 de octubre de 2019 | Líbano                                                                                                 | 10–2    | Omán                                    | Khalifa Sports City Arena, Isa Town            |                                                |
|                       | - Kobeissy 1' - Abou Zeid 3' 14' 25' 34' - El-Homsi 7' - Tneich 9' - Koukezian 11' - El-Khoury 37' 38' | Reporte | - Al-Maawali 17' - Al-Shamsi 35' (pen.) | Asistencia: 50 espectadores Árbitro(s): An Ran | Asistencia: 50 espectadores Árbitro(s): An Ran |

| 16 de octubre de 2019 | Catar                              | 2–5     | Arabia Saudita                                 | Khalifa Sports City Arena, Isa Town                      |                                                          |
|                       | - An. Al-Yafei 17' - Al-Awlaqi 24' | Reporte | - Jmah 4' - Mubarak 6' 37' - Al-Otaibi 18' 19' | Asistencia: 20 espectadores Árbitro(s): Anatoliy Rubakov | Asistencia: 20 espectadores Árbitro(s): Anatoliy Rubakov |

| 18 de octubre de 2019 | Omán                                                   | 3–0     | Catar | Khalifa Sports City Arena, Isa Town                     |                                                         |
|                       | - Al-Shamsi 5' - Z. Al-Balushi 13' - S. Al-Balushi 40' | Reporte |       | Asistencia: 25 espectadores Árbitro(s): Leung Chung Yin | Asistencia: 25 espectadores Árbitro(s): Leung Chung Yin |

| 18 de octubre de 2019 | Arabia Saudita | 1–2     | Líbano                      | Khalifa Sports City Arena, Isa Town                   |                                                       |
|                       | Al-Otaibi 28'  | Reporte | - Abou Zeid 6' - Tneich 23' | Asistencia: 150 espectadores Árbitro(s): Liu Jianqiao | Asistencia: 150 espectadores Árbitro(s): Liu Jianqiao |

| 20 de octubre de 2019 | Líbano                                                                                               | 8–1     | Catar           | Khalifa Sports City Arena, Isa Town                          |                                                              |
|                       | - Tneich 11' (pen.) 13' 35' - El-Dine 20' - Zeitoun 21' - Koukezian 30' - Selwan 30' - El-Khoury 34' | Reporte | Al-Mosallam 23' | Asistencia: 20 espectadores Árbitro(s): Mahmoudreza Nasirloo | Asistencia: 20 espectadores Árbitro(s): Mahmoudreza Nasirloo |

| 20 de octubre de 2019 | Arabia Saudita                         | 4–4     | Omán                                                    | Khalifa Sports City Arena, Isa Town                     |                                                         |
|                       | - Al-Otaibi 13' - Jmah 21' - Fqihe 27' | Reporte | - Al-Shibli 18' 33' - Al-Shamsi 38' - I. Al-Balushi 39' | Asistencia: 20 espectadores Árbitro(s): Tomohiro Kozaki | Asistencia: 20 espectadores Árbitro(s): Tomohiro Kozaki |

### Playoff
El ganador clasifica al Campeonato Asiático de Futsal 2020.
| Equipo 1               | Resultado | Equipo 2 |
| ---------------------- | --------- | -------- |
| Emiratos Árabes Unidos | 1–5       | Omán     |

| 22 de octubre de 2019 | Emiratos Árabes Unidos | 1–5     | Omán                                                                  | Khalifa Sports City Arena, Isa Town                     |                                                         |
|                       | T. Abdulla 40'         | Reporte | - Al-Shibli 27' - Al-Shamsi 32' - Al-Wahaibi 34' 35' - Al-Maawali 37' | Asistencia: 50 espectadores Árbitro(s): Leung Chung Yin | Asistencia: 50 espectadores Árbitro(s): Leung Chung Yin |

## Clasificados
- Turkmenistán (anfitrión)
- Tailandia
- Indonesia
- Vietnam
- Uzbekistán
- Tayikistán
- Irán
- Kirguistán
- China
- Japón
- Corea del Sur
- Kuwait
- Baréin
- Líbano
- Arabia Saudita
- Omán

## Goleadores
7 goles
- Muhammad Osamanmusa

6 goles
- Xu Yang
- Minami Kato
- Kritsada Wongkaeo

5 goles
- Waleed Khalid
- Karim Abou Zeid
- Ali Tneich
- Ronnachai Jungwongsuk

4 goles
- Andri Kustiawan
- Mahdi Javid
- Yuki Murota
- Abdulrahman Al-Wadi
- Ridzwan Bakri
- Naing Ye Kyaw
- Nyein Min Soe
- Muatasim Al-Shamsi
- Rashid Shawahna
- Abdullah Al-Otaibi
- Lee Min-yong
- Pornmongkol Srisubseang
- Suphawut Thueanklang
- Khusniddin Nishonov

3 goles
- Akbar Kazemi
- Seyed Mousavi
- Ahmed Abdulnabi
- Mohamed Al-Sandi
- Chi Sheng-fa
- Iqbal Rahmatullah
- Subhan Faidasa
- Mahdi Karimi
- Tomoki Yoshikawa
- Abdulrahman Al-Tawail
- Georgio El-Khoury
- Aung Zin Oo
- Hlaing Min Tun
- Pyae Phyo Maung II
- Muhannad Al-Shibli
- Jwher Jmah
- Kim Min-kuk
- Rustam Hamidov
- Jetsada Chudech
- Watchara Laisri
- Warut Wangsama-aeo
- Abdulkarim Jamil
- Davron Choriev
- Akbar Usmonov
- Nguyễn Minh Trí

2 goles
- Jarrod Basger
- Daniel Fogarty
- Grant Lynch
- Keo Cheatuo
- Orkchan Sereyvong
- Geng Deyang
- Wang Jiahao
- Chang Chien-ying
- Huang Po-chun
- Ali Asghar Hassanzadeh
- Fahad Methaq
- Ghaith Riyadh
- Shota Hoshi
- Ahmad Al-Farsi
- Yousef Al-Khalifah
- Arstanbek Tursunov
- Steve Koukezian
- Fong Chi Wa
- Purevdorj Erdenebat
- Altantulga Pagamsuren
- Ko Ko Lwin
- Pyae Phyo Maung I
- Mani Lama
- Khalfan Al-Maawali
- Loay Al-Wahaibi
- Adnan Salloum
- Aroan Mubarak
- Park Jeong-jin
- Shavqat Halimov
- Bahodur Khojaev
- Parviz Rakhmatov
- Fayzali Sardorov
- Nattawut Madyalan
- Mario Moniz
- Tariq Abdulla
- Abdalla Al-Hosani
- Mashrab Adilov
- Trần Thái Huy
- Trần Văn Vũ

1 gol
- Mohammad Ali Fayazi
- Sayed Hashemi
- Farzad Mahmoodi
- Mohsen Rezayi
- Adam Cooper
- Wade Giovenali
- Nathan Niski
- Saleh Ahmed
- Ali Al-Malki
- Salman Maula
- Talal Al-Naar
- Heng Sokly
- Ros Sirotha
- Chen Zhiheng
- Deng Tao
- Li Jianjia
- Li Shunying
- Shen Siming
- Chu Chia-wei
- Fu Li-wei
- Tang Wei-tai
- Chow Ka Wa
- Li Ka Chun
- Liu Yik Shing
- Wong Chin Hung
- Ardiansyah Nur
- Firman Adriansyah
- Syahidansyah Lubis
- Bayu Saptaji
- Marvin Wossiry
- Hamid Ahmadi
- Taha Nematian
- Salim Faisal
- Tareq Zeyad
- Ryohei Ando
- Takashi Morimura
- Kaoru Morioka
- Kazuhiro Nibuya
- Ryosuke Nishitani
- Kazuya Shimizu
- Naser Al-Alban
- Abdulaziz Al-Basam
- Abdulrahman Al-Mosabehi
- Nursultan Abdyldaev
- Maksat Alimov
- Shokhrukh Makhmadaminov
- Iuldashbai Salimbaev
- Ahmad Kheir El-Dine
- Ali El-Homsi
- Mohamad Kobeissy
- Jamal Selwan
- Hassan Zeitoun
- Ho Wai Tong
- Azwann Ismail
- Haniffa Hasan
- Saiful Nizam
- Batbaatar Battulga
- Chantsal Mandakh
- Ankhbayar Tumurbaatar
- Altansukh Yalalt
- Kaung Chit Thu
- Khin Zaw Lin
- Kyaw Soe Moe
- Wai Zin Oo
- Aadil Hamid
- Issa Al-Balushi
- Samer Al-Balushi
- Zamel Al-Balushi
- Mohammad Hamada
- Adham Khwailed
- Ahmed Mohammed
- Tamim Al-Awlaqi
- Saif Al-Mosallam
- Abdulrahman Al-Yafei
- Mohsen Fqihe
- Cho Byung-geol
- Lee Doo-yong
- Park Han-ul
- Seo Won-geon
- Umed Kuziev
- Dilshod Salomov
- Rahmonali Sharipov
- Apiwat Chaemcharoen
- Jirawat Sornwichian
- Remigio Duarte
- Ilidio Nunes
- Eufrasio Soares
- Bendito Ximenes
- Mülkaman Annagulyýew
- Gurbangeldi Sähedow
- Wael Al-Dhanhani
- Ahmad Hussain
- Abdulla Juma
- Hamdan Al-Katheeri
- Ahmed Khalil
- Mohammed Obaid
- Ravshan Elibaev
- Khushnur Erkinov
- Ilkhomjon Khamroev
- Dilshod Rakhmatov
- Ikhtiyor Ropiev
- Dilmurod Shavkatov
- Nguyễn Mạnh Dũng
- Châu Đoàn Phát
- Nguyễn Thành Tín
- Nhận Gia Hưng
- Phạm Đức Hòa
- Vũ Đức Tùng

Autogoles
- Akbar Kazemi (ante Uzbekistán)
- Gregory Giovenali (ante Malasia)
- Chang Chien-ying (ante China)
- Leung Chong Yip (ante Mongolia)
- Li Ka Chun (ante Mongolia)
- Husam Hamed (ante Kuwait)
- Remigio Duarte (ante Camboya)
- Eufrasio Soares (ante Tailandia)
- Gurbangeldi Sähedow (ante Irán)